# Eucera mohavensis
Eucera mohavensis là một loài Hymenoptera trong họ Apidae. Loài này được Timberlake mô tả khoa học năm 1969.